# Casa Nikolić
La casa Nikolić era una casa nobiliaria medieval bosnia de Hum (posteriormente Herzegovina), hoy Bosnia y Herzegovina. Sus propiedades se ubicaban en la parte occidental de Bosansko Primorje, concretamente en Popovo Polje y Neum. Fueron de gran importancia, sirviendo bajo el mando de los Grandes Duques de Bosnia y las familias nobles de Hranić y Kosača, señores de Hum y posteriormente de Herzegovina.

## Historia
El progenitor de la familia fue Nikola, un župan o knez. Nikola tuvo dos hijos con Katarina, la hija de Esteban I, ban de Bosnia: Vladislav y Bogiša.
Se sabe poco sobre los primeros antepasados de la casa Nikolić, aunque lo más probable es que fueran una casa importante en Hum, siendo la princesa Vukosava, Petar y Miliša Nikolić probablemente la segunda generación. La primera mención de los hermanos Nikolić ocurrió después de la muerte del rey Tvrtko I de Bosnia en 1391. Leales al nuevo rey bosnio, Esteban Dabiša, se les concedió la ciudadanía de la República de Ragusa en 1392. Tras la ascensión al trono del rey rival del Reino de Bosnia, concretamente Esteban Ostoja, los hermanos Nikolić, también emparentados con la reina Helena Gruba, quien era de la propia casa Nikolić y viuda de Esteban Dabiša, se vieron obligados a refugiarse en Dubrovnik, capital de Ragusa. Más tarde, Vukosav participó en la guerra bosnio-ragusana alrededor de 1403 como noble del gran duque de Bosnia Sandalj Hranić, y fue asesinado y enterrado en Ston el 28 de noviembre de 1403.
Grgur Vukosalić, hijo de Vukosav Nikolić, estuvo presente en acontecimientos históricos en Bosnia durante la campaña de Tvrtko II contra el rey Esteban Ostoja y su propio señor y gran duque de Bosnia, Sandalj Hranić. Sin éxito, la familia Nikolić intentó independizarse del duque bosnio y, tras la muerte de Hranić, también permanecieron leales a su sucesor como duque Grad de Bosnia, Stjepan Vukčić Kosača. Grgur falleció en julio de 1436.
Los hijos de Grgur Vukosalić, Vuk y Vukašin Grgurević, mantuvieron su posición bajo el mando de Stjepan Vukčić Kosača, mientras el Gran Duque intentaba apoderarse de Zeta. En 1442, Vukasin cayó en cautiverio veneciano, pero con la ayuda de Dubrovnik fue liberado. La última mención de la familia Nikolić data de 1453, y aún se encontraban bajo el señorío de Stjepan Vukčić Kosača. El Imperio otomano ya había entrado en la zona de Vrhbosna y preparaba la conquista del resto del Reino de Bosnia, que ocurriría diez años después. Finalmente, tras décadas de inestabilidad política y social, Bosnia cayó oficialmente en 1463. Herzegovina le seguiría en 1482, con un estado bosnio reinstaurado, respaldado por Hungría, alrededor de la antigua capital, Jajce, siendo el último en sucumbir en 1527. Tras el fin del Estado medieval bosnio, el destino de los Nikolić es poco conocido hasta el siglo XVIII.

## Members
- Nikola, knez (župan)
  - Vladislav (fl. 1347–1363)
    - Vukosav Nikolić (fl. 1395-1403),
      - Grgur Nikolić (fl. 1403–1436), knez
        - Vuk Nikolić
        - Vukašin Nikolić

      - Radoje Nikolić, voivoda

  - Bogiša

Genealogía desconocida
- Jovan
- Bogdan
- Miliša (fl. 1392)
- Helena Gruba (c. 1345–después del 18, de marzo de 1399), reina de Bosnia desde 1391 a 1398.